# Жильбер де Ланнуа
Жильбе́р де Ланнуа́, или Гильбе́р де Ланноа́ (фр. Gilbert de Lannoy, нидерл. Ghillebert van Lannoy; 1386—22 апреля 1462) — фламандский рыцарь, дипломат и путешественник, советник и камергер герцога Бургундского Жана Бесстрашного. Средний брат бургундских государственных деятелей, военачальников и дипломатов Юга де Ланнуа (1384—1456) и Бодуэна де Ланнуа (1388—1474). Сеньор де Сант, де Виллерваль, де Троншьен, де Бомон и де Ваэнь, один из 25 первых кавалеров ордена Золотого руна (1430).

## Биография
Родился в 1386 году в графстве Эно (Геннегау) в рыцарской семье, происходившей из одноимённого города. Получил традиционное для своей среды воспитание, включавшее в себя обучение чтению, письму, верховой езде, фехтованию и куртуазным манерам. В молодости служил сенешалю Эно Жану де Вершену (ум. 1415), затем графу Гильому IV (ум. 1417). 
Военная карьера его началась ещё в 1399 году, когда он в качестве пажа сопровождал графа Валерана де Сен-Поля в Англию, где последний выступил на стороне короля Ричарда II против претендента на престол Генриха Ланкастерского, высадившись со своим отрядом на острове Уайт. Летом 1400 года он принимал уже участие в стычке сира де Жёмона с сиром де Лортом под Вантиньи, а на День Всех Святых того же года — в сражении при Сен-Мало под командованием графа де Ла Марша. В 1403—1404 годах он посетил вместе с де Вершеном Святую землю, вернувшись оттуда через Родос, Сицилию и Прованс.
В 1407—1410 годах воевал вместе с де Ла Маршем за Пиренеями на стороне испанских христиан против мавров. Весной 1408 года вернулся в Париж, где 8 марта в отеле Сен-Поль слушал проповедь мэтра Жана Пети в оправдание убийства Людовика Орлеанского. В 1408 году участвовал в подавлении Льежского восстания и битве при Отее. Вернувшись в Испанию и испытывая тягу к рыцарским приключениям, добровольно посетил в 1410 году во время перемирия с маврами Гранадский эмират.
В 1412—1413 годах он участвовал в войне Тевтонского ордена против Польши. После успешного участия в осаде Массова, отправлен был в Ригу, где узнал, что следующая военная экспедиция отложена новым ливонским ландмейстером Дитрихом Торком до весны. Воспользовавшись случаем, зимой 1413 года он отправился на санях через Нарву в Великий Новгород, переодевшись, по его словам, в одежду торговца, где находился в течение девяти дней, познакомившись с проживавшими там ганзейскими купцами. 
По его собственным словам, он получил весьма тёплый приём от новгородского владыки, который присылал ему «каждый день добрых 30 человек с хлебом, мясом, рыбой, сеном, овсом, пивом и медом», а в довершение всего, он приглашён был посадником и тысяцким на пир, «самый необычный и самый удивительный из когда-либо виденных». Оставив Новгород, продолжил своё путешествие до Пскова, а затем через Литву, Польшу, Чехию и Германию вернулся на родину, где поступил на службу к герцогу Бургундскому Жану Бесстрашному (ум. 1419).
В сентябре 1414 года он принимал участие в осаде Арраса, а в октябре 1415-го сражался против англичан в битве при Азенкуре, где попал в плен, но был выкуплен герцогом Бургундским. 
Находясь на службе у герцога Жана II, а после гибели последнего у его сына Филиппа Доброго (ум. 1467), занимал ряд административных должностей и выполнял дипломатические поручения. В частности, с 1416 года исполнял обязанности губернатора Слёйса, а с 1426-го — Роттердама. В декабре 1419 года участвовал в переговорах по заключению англо-бургундского союза, а в мае 1420 года — в подписании договора в Труа. В 1421-м, будучи направлен герцогом Филиппом ко двору Владислава IV, проездом посетил южнорусские земли, находившиеся тогда под польско-литовским владычеством, после чего отправился на Ближний Восток.
В январе 1426 года он участвовал в битве при Броверсхафене, где войско бургундского герцога разгромило объединённые силы графини Эно Якобы Баварской и герцога Хэмфри Глостерского. Дважды, в 1429 и 1442 годах, возглавлял посольства к германским императорам, в 1430 году ездил в Шотландию, в 1446 году в Арагон, в 1431—1433 годах представлял Бургундию на Базельском соборе, а в 1446-м Филипп Добрый поручил ему совершить путешествие по Средиземноморью для подготовки морской экспедиции против турок.
Побывал за годы своих странствий в Испании, Италии, Пруссии, Латвии, Литве, Польше, Молдавии, Крыму, Константинополе, Египте, Сирии, Палестине, а также на Крите, Родосе и Кипре. Трижды совершил паломничество в Святую землю (1403—1404, 1421, 1446), по два раза к Святому Патрику в Ирландию и в Сантьяго-де-Компостела (Королевство Кастилия и Леон), а в юбилейный 1450 год посетил Рим.
Умер 22 апреля 1462 года в Лилле, где похоронен был в церкви Святого Маврикия.

## Литературные труды
Частые заграничные поездки де Ланнуа нашли своё отражение в объёмистом сочинении «Путешествия и посольства» (фр. Voyages et Ambassades), которое скомпилировал на старофранцузском языке после его смерти в 1462 году его капеллан, использовавший личные воспоминания и дневниковые заметки своего господина. Самостоятельной частью этого труда является «Паломничество в Сирию и в Египет» (фр. Les Pèlerinages de Surye et de Egipte). 
Для русской истории представляют значительный интерес описания Ланнуа Новгорода и Пскова, относящиеся к 1413 году. Оценивая их полноту и достоверность, следует учитывать, что фламандский рыцарь путешествовал по русским землям инкогнито и пользовался полной свободой передвижения, которой не было у западноевропейских дипломатов следующих столетий. В силу всего этого, наблюдательный Ланнуа не только сумел дать краткое географическое и топографическое описание Новгорода и Пскова, но и привести сведения о природных условиях, климате, способе управления, внешней политике, войске и военных укреплениях, торговле, денежном обращении, а также о внешнем облике, повседневных занятиях и обычаях населения. Ряд его сообщений, например о том, что в начале XV века стены новгородского детинца строились из заполнявшихся землёй деревянных срубов, а из камня возводились лишь башни, подтверждены были археологическими раскопками новейшего времени. В описании своего путешествия по Южной Руси в 1421 году он, помимо прочего, рассказывает о мехах соболей, бобров и горностаев, которые он покупал в Новгороде.
Об общественном устройстве Новгорода Ланнуа сообщает, в частности, следующее: 

«Это — вольный город, он имеет общинное управление (ville franche et seignourie de commune). Есть здесь епископ, который является как бы их владыкой. И держатся они, а равно другие русские на Руси (tous les autres Russes de la Russie), которая весьма велика, христианского закона по их вере, такой же, как у греков. И внутри указанного города находится 350 церквей. И есть у них замок, расположенный на упомянутой реке, в нем возведена главная церковь Св. Софии, которую они почитают; и там резиденция упомянутого их епископа. В этом городе проживает много великих господ (grans seigneurs), именуемых ими боярами (Bayares)… И русские Великой Руси (grant Russie) не имеют других господ, кроме этих, выбираемых в свой черед по воле общины… Они имеют двух магистратов: тысяцкого (duc) и посадника (bourchgrave), которые являются правителями указанного города. Они сменяются ежегодно…»
Отметив силу и богатство новгородцев, которыми «управляют 200 бояр, герцог и бургграф», то есть тысяцкий и посадник, Ланнуа замечает, что они 

«по закону своему продают и покупают друг у друга на рынке жен, за один или два слитка серебра, по уговору, кто даст запросную цену».
Современные отечественные историки признают рассказ Ланнуа заслуживающим доверия, однако, учитывая кратковременность его пребывания в Новгороде и незнание языка, считают его наблюдения по большей части поверхностными и не всегда объективными. 
Следует также учитывать особенности средневекового менталитета, в соответствии с которыми фламандский рыцарь, встречавшийся во время своих странствий с разными людьми и удостаиваясь приёмов у государей и высшей знати, в редких случаях называет своих собеседников по имени и почти никогда не описывает их внешность, характер и поведение, поскольку для него, типичного представителя своей эпохи и культурного круга, любой человек представлял интерес только в качестве представителя определенного сословия и достоинства, индивидуальные же черты и личные особенности людей представлялись второстепенными. Поэтому мы, к примеру, можем сегодня лишь предполагать имена архиепископа (Иоанн III), посадника (Фома Есипович) и тысяцкого (Ананий Константинович), которые принимали его в Великом Новгороде, «короля», т. е. князя, изгнанного псковичами, или же «русских герцога и герцогини» (князя и княгини), подданных Витовта, устроивших для путешественника достойный пир.
Перу Ланнуа принадлежат также два сочинения нравоучительного содержания, восхваляющие идеалы рыцарства: «Наставление молодому государю» (фр. L'Instruction de josne prince, 1440), адресованное сыну Филиппа Доброго Карлу, и «Отеческое поучение» (фр. Enseignements paternels), написанное для собственного сына Пьера.

## Издания
- Савельев П. С. Очерк путешествия в прибалтийские страны, Великий Новгород и Псков, совершенного рыцарем Гильбертом де-Ланноа, в 1412—1414 годах // Географические известия. — 1850. Январь, февраль, март. — С. 17—35.
- Брун Ф. К. Путешествия и посольства господина Гилльбера де Ланнуа // Записки Одесского общества истории и древностей. — Одесса, 1853. — Т. 3. — С. 433—465.
- Емельянов Я. Путешествия Гилльбера де-Ланноа в восточные земли Европы в 1413—14 и 1421 годах // Киевские университетские известия. — Киев, 1873. — № 8. — Отдел II. — № V. — C. 1—45.
- Новгород и Псков в начале XV в. (Гильбер де Ланноа) // Хрестоматия по истории СССР: С древнейших времен до конца XV века / Под ред. М. Н. Тихомирова. — М.: Соцэкгиз, 1960. — С. 545—549.
- Литва и Украина в начале XV в. (по Гильберу де Ланноа) // Хрестоматия по истории СССР: С древнейших времен до конца XV века / Под ред. М. Н. Тихомирова. — М.: Соцэкгиз, 1960. — С. 661—666.
- Guillebert de Lannoy. Voyages et ambassades de messire Guillebert de Lannoy, 1399—1450. — Mons: Hoyois, 1840. — 140 p.